# The Poison Rose
Pour plus de détails, voir Fiche technique et Distribution.
The Poison Rose ou Enquête sous haute tension au Québec est un film américain réalisé par George Gallo et sorti en 2019,. Il s'agit d'une adaptation cinématographique du roman du même nom de Richard Salvatore.

## Synopsis
Carson Phillips (John Travolta), ex-vedette de football américain, est devenu détective privé à Los Angeles. Il retourner dans sa ville natale de Galveston au Texas à la demande d'une cliente, pour enquêter sur la disparition de sa tante Barbara Van Poole, pensionnaire d'un institut psychiatrique.

## Fiche technique
- Titre original et français : The Poison Rose
- Titre québécois : Enquête sous haute tension
- Réalisation : George Gallo
- Scénario : Richard Salvatore, Francesco Cinquemani et Luca Giliberto, d'après le roman The Poison Rose de Richard Salvatore
- Musique : Marcus Sjowall
- Directeur de la photographie : Terry Stacey
- Montage : Yvan Gauthier
- Direction artistique : Franck Muller
- Costumes : Camille Jumelle et Francesca Perticarini
- Production : Jeff Elliott, Oscar Generale, Andrea Iervolino, Avi Lerner et Richard Salvatore
- Sociétés de production : Iervolino Entertainment, Millenium Media et March On Productions
- Société de distribution : Lionsgate (États-Unis)
- Pays de production :  États-Unis
- Format : couleur
- Langue originale : anglais
- Genre : thriller
- Durée : 98 minutes
- Dates de sortie :
  - États-Unis : 24 mai 2019
  - France : 11 décembre 2019 (directement en DVD)

## Distribution
- John Travolta (VF : Thierry Hancisse ; VQ : Sylvain Hétu) : Carson Philips
- Morgan Freeman (VF : Benoit Allemane ; VQ : Guy Nadon) : Doc
- Brendan Fraser (VF : Guillaume Orsat ; VQ : Daniel Picard) : Dr Miles Mitchell
- Famke Janssen (VF : Juliette Degenne ; VQ : Élise Bertrand) : Jayne Hunt
- Peter Stormare (VF : Cyrille Monge ; VQ : Manuel Tadros) : Slide
- Robert Patrick (VF : Hervé Furic ; VQ : Sébastien Dhavernas) : Chef Walsh
- Kat Graham : Rose
- Ashley Atwood (VF : Aurélie Fournier) : infirmière Melissa
- Blerim Destani (VF : Antoine Fleury) : Lorenzo Rodriquez
- Nadine Lewington (VF : Marie Chevalot) : Geraldine
- Julie Lott (VF : Laurence Charpentier) : Madame Johnson
- Sheila Shah (VF : Maelle Genet) : Ashley
- Ella Bleue Travolta (VF : Clara Quilichini) : Rebecca Hunt
  - Voix additionnelles : Frédéric Cerdal : le légiste (Bill Luckett)

Direction artistique : Cyrille Artaux
 Source et légende : version québécoise (VQ) sur Doublage.qc.ca et version française sur RS-Doublage

## Production

### Choix des interprètes
Le rôle du Dr Miles Mitchell était initialement prévu pour Forest Whitaker, avant de revenir finalement à Brendan Fraser.

### Tournage
Le tournage débute à Savannah en Géorgie en juin 2018,,,.